# 函館市企業局交通部7000形電車

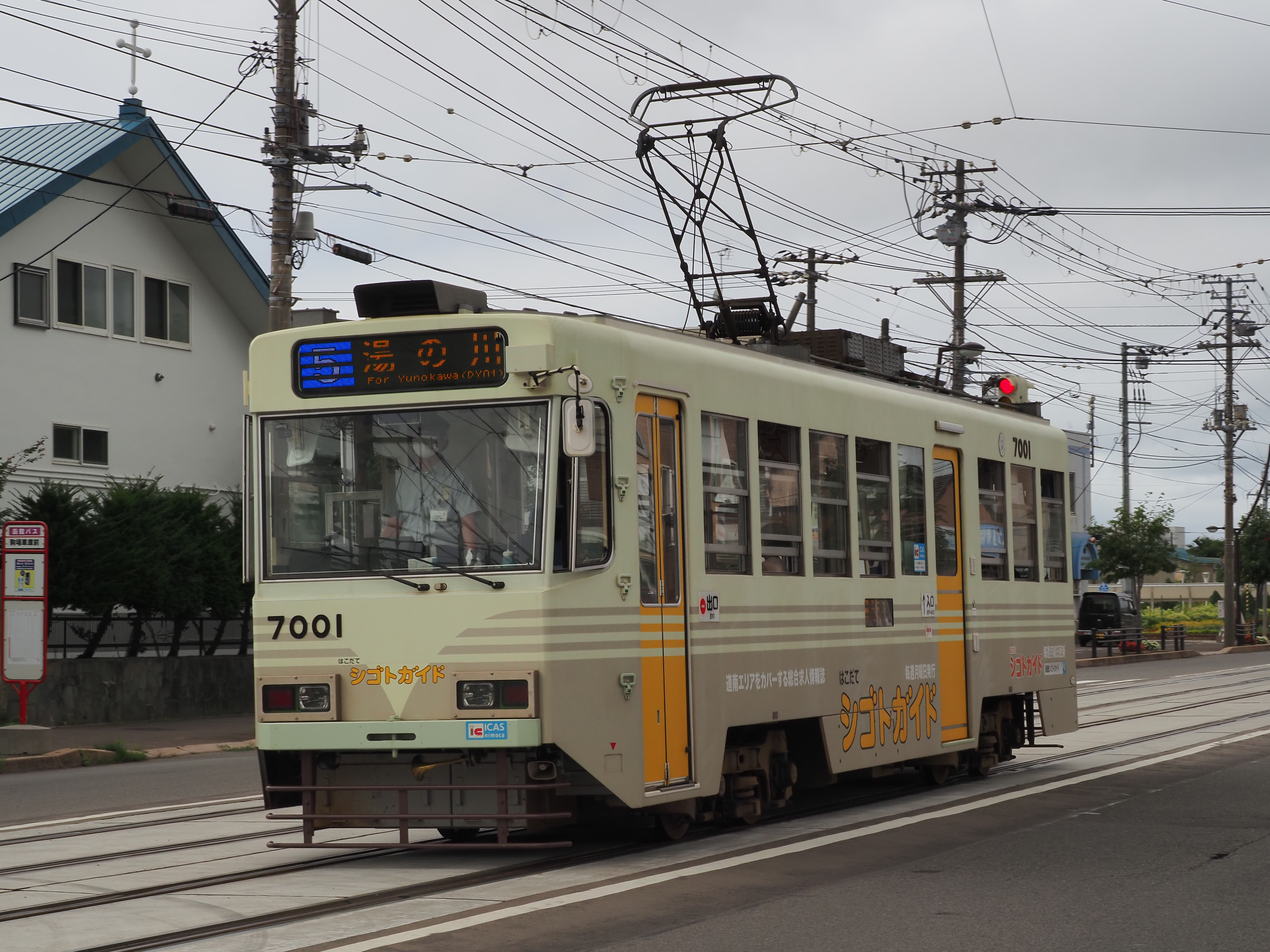
7001号車

函館市企業局交通部7000形電車（はこだてしきぎょうきょくこうつうぶ7000がたでんしゃ）は、2020年（令和2年）3月16日に運行を開始した、函館市企業局交通部の路面電車車両である。

## 概要
1959年（昭和34年）に登場した710形は老朽化が進んでいたほか、速度制御装置のメンテナンスが困難になっていた。そのため710形の台車を使用し、車体更新を行い誕生した車両である。2007年（平成19年）の9600形（愛称・らっくる号）以来13年ぶりの新形式で、かつ2012年（平成24年）の8000形8010号以来の車体更新車両である。
7001号車は2020年（令和2年）3月16日にデビューした。新型コロナウイルスの感染が拡大していた影響で、乗車証明書配布などのイベントは実施が見送られた。
2025年（令和7年）現在、3両が在籍している。
2025年（令和7年）2月6日、京都府京都市の交差点で、トレーラーで輸送中の7000形と京阪バスが接触する事故が発生した。

## 車体
台車は710形のもの（旧住友金属工業製）がそのまま使用された。制御器は、710形では間接自動制御方式が採用されていたが、今回の更新に合わせて間接非自動制御方式に変更された。また、既存車両の8000形では床下に設置されていた抵抗器は、本形式では屋根上に設置された。
外観は既存車両の8000形と大きな違いはないが、ヘッドライトの形状などに細かい差異が見られる。車両前面には、系統番号部分がカラーで表示できるLED式行先表示器が設置された。車内には、空気を循環させる送風ファンが設置された。

## 製造
車体はアルナ車両で製造された。
- 7001 - 2020年（令和2年）2月 旧715[2]
- 7002 - 2024年（令和6年）3月 旧721[6]
- 7003 - 2025年（令和7年）2月 旧720

## 今後の予定
710形は2025年（令和7年）現在、3両が現役で運行しており、2024年3月の函館新聞には「来年度も710形の車体更新を引き続き実施し、'27年度以降も3両の車体更新を実施する予定」と記述されている。